# Aurel Pinția
Aurel Pinția (n. secolul al XIX-lea, Tinca, Comitatul Bihor, Regatul Ungariei – d. secolul al XX-lea) a fost un delegat în Marea Adunare Națională de la Alba Iulia, organismul legislativ reprezentativ al „tuturor românilor din Transilvania, Banat și Țara Ungurească”, cel care a adoptat hotărârea privind Unirea Transilvaniei cu România, la 1 decembrie 1918.

## Activitate politică
Aurel Pinția a luat parte la Marea Adunare Națională de la Alba Iulia de la 1 Decembrie 1918, unde a votat Marea Unire ca delegat al cercului electoral Tinca.